# Сороковий Олександр Анатолійович
Олекса́ндр Анато́лійович Сороковий (1973—2014) — солдат Збройних сил України, учасник російсько-української війни.

## Короткий життєпис
Народився 1973 року в місті Дніпропетровськ. Створив родину; виховували дітей.
У часі війни — снайпер, 42-й батальйон територіальної оборони «Рух Опору».
27 серпня 2014-го загинув вдень під час обстрілу, що вели терористи з РСЗВ «Град», підрозділів забезпечення в районі села Стила Старобешівського району.
3 вересня 2014 року тіла 97 загиблих у Іловайському котлі привезено до дніпропетровського моргу.
Був похований на Кушугумському кладовищі неподалік Запоріжжя. У червні 2018 року рідні вирішили перепоховати у Дніпрі; Лівобережне кладовище.
Без Олександра лищилися мама і дві доньки.

## Нагороди та вшанування
За особисту мужність і героїзм, виявлені у захисті державного суверенітету та територіальної цілісності України, вірність військовій присязі під час російсько-української війни
- нагороджений орденом «За мужність» III ступеня (26.2.2015, посмертно).
- Його портрет розміщений на меморіалі «Стіна пам'яті полеглих за Україну» у Києві: секція 3, ряд 3, місце 21
- Вшановується 28 серпня на щоденному ранковому церемоніалі вшанування українських захисників, які загинули цього дня у різні роки внаслідок російської збройної агресії[2]
- Іловайський Хрест (посмертно)